# 105
Secole: Secolul I - Secolul al II-lea - Secolul al III-lea
Decenii: Anii 50 Anii 60 Anii 70 Anii 80 Anii 90 - Anii 100 - Anii 110 Anii 120 Anii 130 Anii 140 Anii 150
Ani: 100 | 101 | 102 | 103 | 104 | 105 | 106 | 107 | 108 | 109 | 110

## Evenimente
- Al doilea război daco-roman. Traian începe a doua campanie de cucerire a Daciei.

## Nașteri
- octombrie: Împăratul Shang din dinastia Han  (d. 106)